# Manuela Zoni
Manuela Zoni (Milano, 12 ottobre 1960) è un'ex tennista italiana, Maestra Nazionale ad honorem dal 1995. Attualmente dirige l’Accademia di Tennis del Quanta Club.

## Carriera
A livello giovanile raggiunge la finale dell'Roland Garros 1976 dove viene sconfitta da Michelle Tyler per 6-1, 6-3. Due anni dopo sui campi parigini avanza fino ai quarti di finale prima di arrendersi a Eva Pfaff. Gioca due finali anche nel Torneo Avvenire, rispettivamente nel 1974 dove viene sconfitta da Ana Strochonova e nel 1975 dove ha la meglio sulla connazionale Sabina Simmonds.
Tra le professioniste non vanta partecipazioni a livello Slam nonostante abbia provato la qualificazione agli Open di Francia in tre diverse occasioni. Riesce a qualificarsi per gli Internazionali d'Italia 1980 dove viene sconfitta all'esordio dall'elvetica Christiane Jolissaint.
Ha giocato otto incontri con la Squadra italiana di Fed Cup con un totale di tre vittorie e cinque sconfitte.